# Khiêm tốn

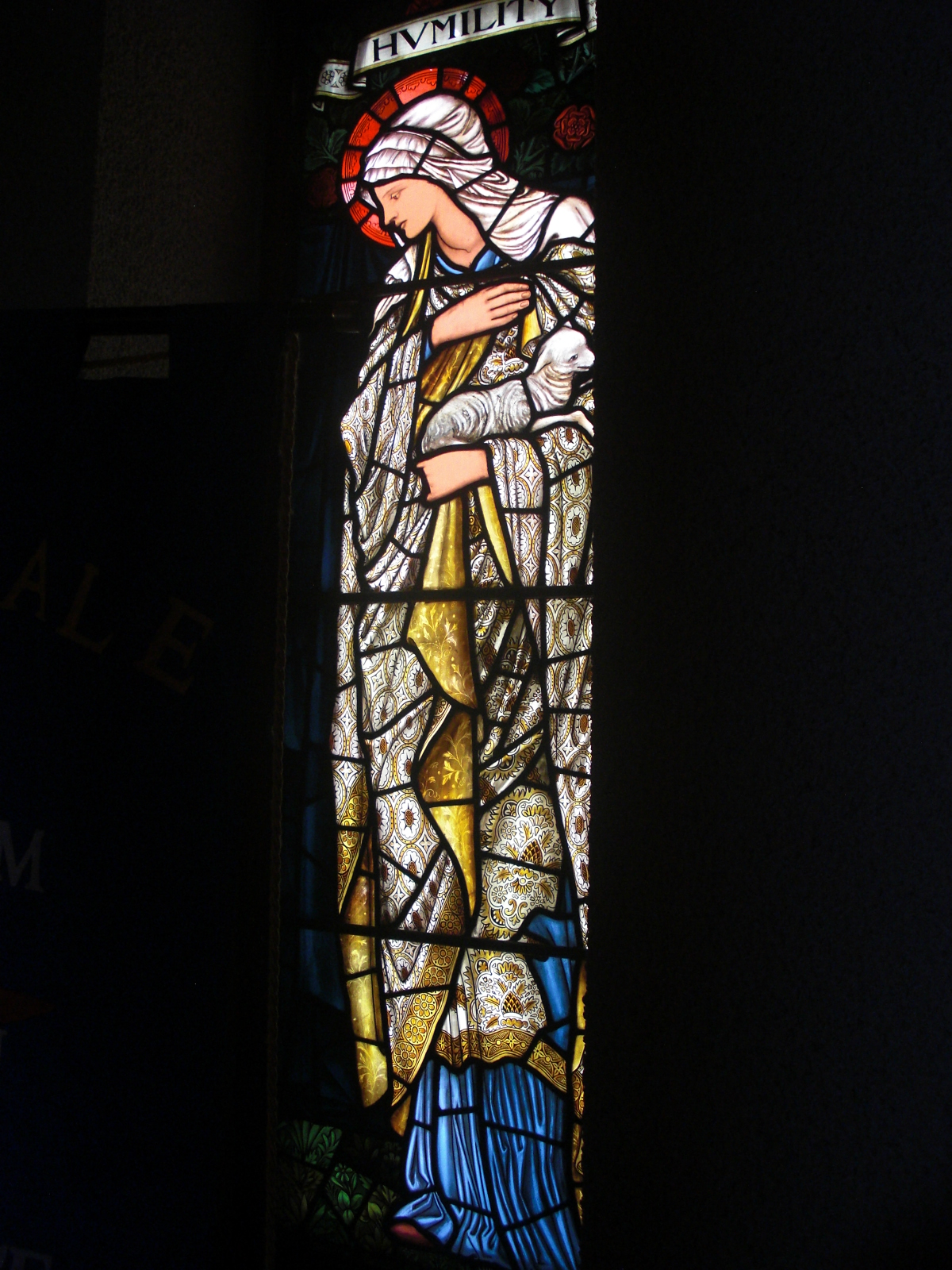
Mô phỏng sự khiêm tốn trong một cửa sổ kính màu, tranh Edward Burne-Jones.

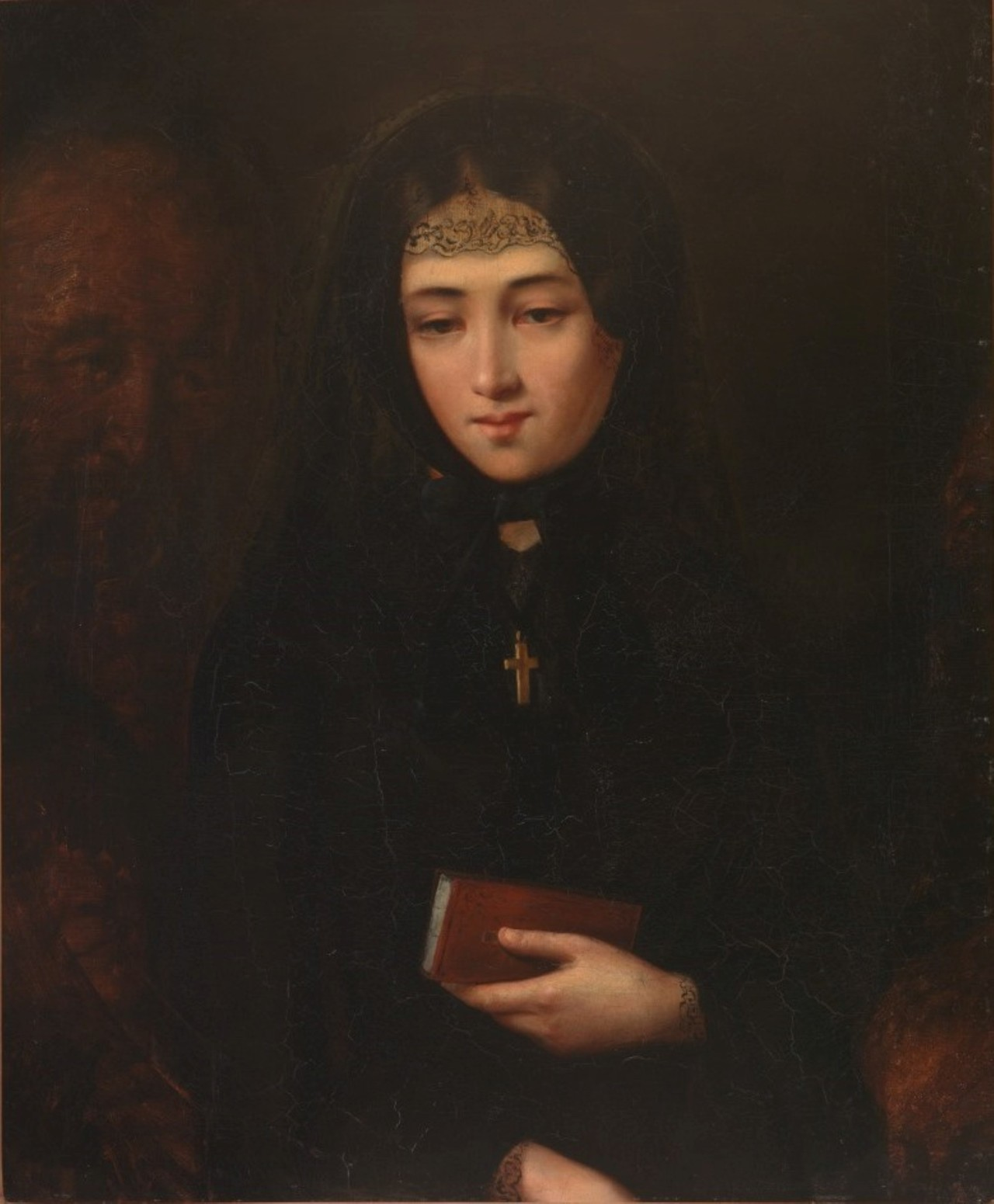
Tadeusz Gorecki, Khiêm tốn

Khiêm tốn hay khiêm nhường là phẩm chất của một sự tự tôn thấp và cảm giác không xứng đáng. Trong bối cảnh tôn giáo, sự khiêm tốn có thể có nghĩa là sự thừa nhận sự tầm thường của bản thân khi so sánh với một vị thần hoặc các vị thần, và sau đó là sự thần phục vị thần nói trên. Bên ngoài bối cảnh tôn giáo, sự khiêm tốn được định nghĩa là "không bị ràng buộc", một sự giải thoát khỏi ý thức về bản thân, một hình thức ôn hòa không có niềm kiêu hãnh (hay kiêu căng) cũng như không có sự tự ti.
Khiêm tốn là một biểu hiện bên ngoài của một nội tâm phù hợp, hoặc tự quan tâm, và trái ngược với sự sỉ nhục, đó là một sự áp đặt, thường là từ bên ngoài, của sự xấu hổ đối với một người. Sự khiêm nhường có thể bị hiểu nhầm như là khả năng chịu đựng sự sỉ nhục thông qua việc tự hạ mình mà sự tự hạ mình đó vẫn tập trung vào bản thân hơn là tự hạ thấp bản thân.
Khiêm tốn, theo nhiều cách hiểu khác nhau, được coi là một đức tính tập trung vào việc hạ thấp lòng tự tôn, hoặc không sẵn lòng đặt mình lên phía trước, vì vậy, trong nhiều truyền thống tôn giáo và triết học, nó trái ngược với tự yêu bản thân, sự kiêu ngạo và các hình thức tự hào khác và là một cấu trúc nội tại hiếm có khi nó lại có một chiều hướng ra bên ngoài.